# روبيرتو فييري
روبيرتو فييري (بالإيطالية: Roberto Vieri)‏ لاعب كرة قدم ايطالي (ولد في براتو من العام 1946) لعب لنادي يوفنتوس الإيطالي 1969-1971 قبل أن ينتقل إلى اللعب في صفوف نادي روما لموسمين 1971-1973 .